# لبنان في الألعاب الأولمبية الشتوية 2010
أرسل لبنان وفداً للمنافسة في الألعاب الأولمبية الشتوية 2010 في فانكوفر في مقاطعة كولومبيا البريطانية الكندية خلال الفترة 12-28 فبراير 2010. وكان هذا هو الظهور الخامس عشر للبنان في الألعاب الأولمبية الشتوية، تكون الفريق اللبناني من ثلاثة متزحلقين منحدرات ثلجية، ولم يفز لبنان بميدالية في دورة الألعاب الأولمبية الشتوية من قبل، وكان أفضل أداء له في فانكوفر هو 37 في سباق النساء الخارقين للسيدات بواسطة شيرين نجيم؛ وفشل غسان عشي في تحقيق نتيجة في أي من سباقاته، وحصلت جاكي شمعون على المركز 54 في سباقها الوحيد.

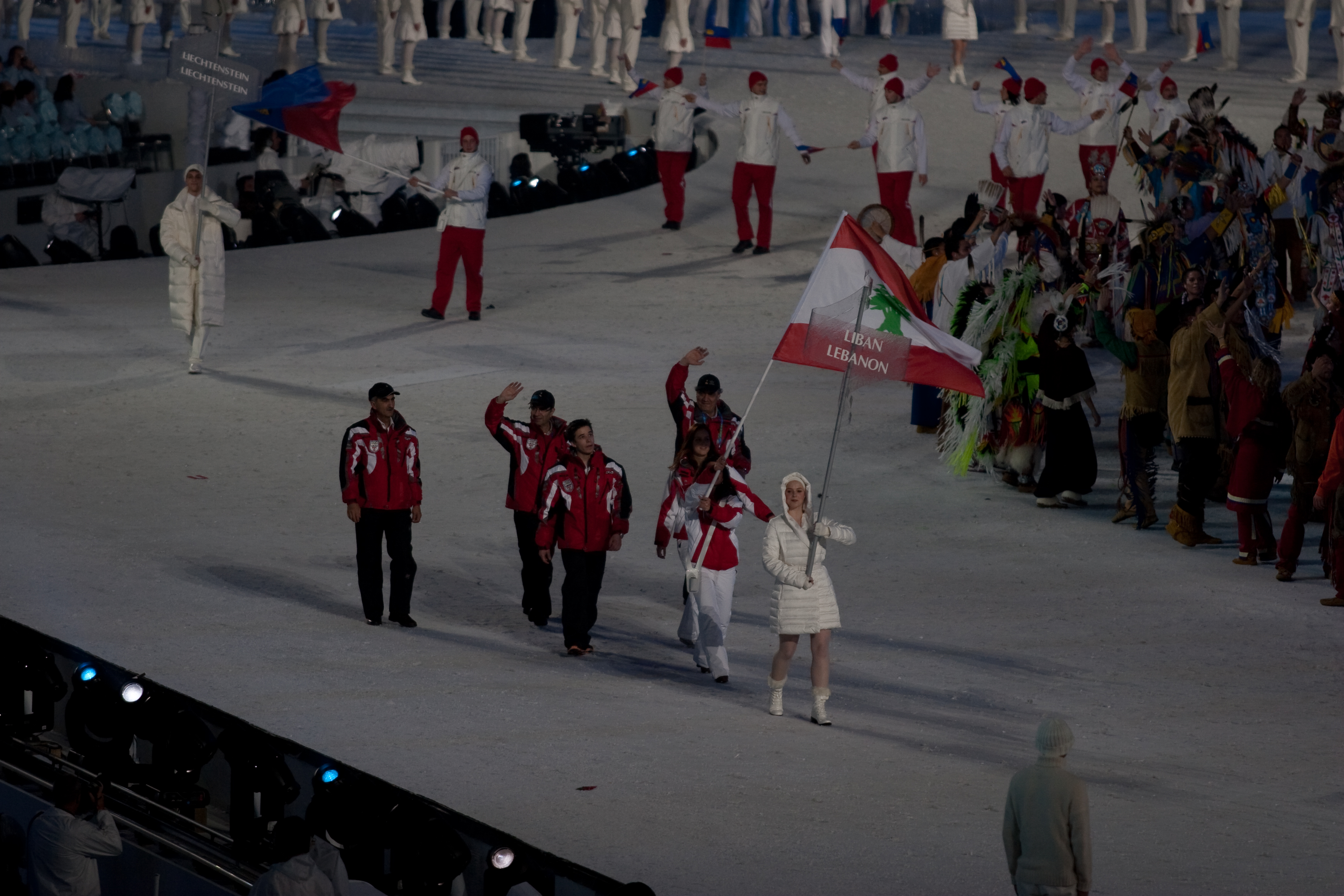
الرياضيون يدخلون الملعب خلال مراسم الافتتاح.

## خلفية
تم الاعتراف باللجنة الأولمبية اللبنانية من قبل اللجنة الأولمبية الدولية في 31 ديسمبر 1947،  وأرسل اللبنانيون وفودًا إلى معظم الألعاب الأولمبية الصيفية والألعاب الأولمبية الشتوية منذ ذلك الحين، ولم يشاركوا في الألعاب الأولمبية الصيفية لمرة واحدة فقط في عام 1956 ولم يشارك في الأولمبياد الشتوية في عامي 1994 و1998.
وقد تألف الوفد اللبناني إلى فانكوفر من ثلاثة متزحلقين منحدرات ثلجية، وهم غسان عشي، وجاكي شمعون وشيرين نجيم. وقد حملت نجيم العلم في حفل الافتتاح، بينما حمل غسان عشي العلم في الحفل الختامي.

## التزحلق على المنحدرات الثلجية
شاركت «شيرين نجيم» البالغة من العمر 25 عامًا للمرة الثالثة في الألعاب الأولمبية الشتوية بعد منافستها في الألعاب الأولمبية الشتوية 2002 و2006،  حين ظهر «غسان عشي» البالغ من العمر 16 عامًا  و«جاكي شامون» البالغة من العمر 18 عامًا لأول مرة. وقد شارك عشي في «سباق التعرج العملاق للرجال» في 23 فبراير، وحقق نتيجة في أول مرة في الدقيقة الأولى و27.19 ثانية. ولكنه فشل في إنهاء الجولة الثانية،  وذهب غير مصنف للحدث. وكان في 27 فبراير جزءًا من سباق التعرج للرجال، وحينها استبعد خلال الجولة الأولى.
شاركت نجيم في «سباق سوبر G للسيدات» الذي تديره امرأة في 20 فبراير. وانتهت بوقت «دقيقة و29.59 ثانية»، مما جعلها في المركز 37، من بين 38 متسابقًا أنهوا السباق. وبسبب الطقس أجري سباق التعرج العملاق للسيدات على مدار يومي 24 و25 فبراير. وقد أنهت نجيم مسيرتها الأولى في زمن قدره «دقيقة و23.28 ثانية»،  وكانت الجولة الثانية لها في اليوم التالي، في زمن أسرع وهو «دقيقة و18.33 ثانية». وكان مجموع نتائجها «دقيقتان و 41.61 ثانية» وحققت به المركز 43 من بين 60 رياضياً أنهوا السباق.
وشاركت كل من شمعون ونجيم في «سباق التعرج النسائي» الذي عقد في 26 فبراير. وفي الجولة الأولى سجلت «شمعون» زمن «دقيقة و9.41 ثانية»، بينما حققت نجيم زمن أسرع خلال «58.97 ثانية». وكان توقيت شمعون الثاني «دقيقة و8.62 ثانية»، بينما كانت نجيم أسرع مرة أخرى بسرعة «59.23 ثانية». أنهت شمعون زمنًا مدته «دقيقتين و 18.03 ثانية» وحققت المركز 54. وكانت نجيم في المركز 43،  من أصل 55 منافسًا أنهوا سباقين في سباق التعرج،  ولاحقاً شاركت شمعون في تمثيل لبنان في الألعاب الأولمبية الشتوية لعام 2014،  بينما شاركت نجيم في سباق الماراثون في الألعاب الأولمبية الصيفية 2016.
| رياضي      | هدف                        | نهائي    | نهائي    | نهائي    | نهائي | نهائي |
| رياضي      | هدف                        | سباق 1   | سباق 2   | مجموع    | مرتبة |       |
| ---------- | -------------------------- | -------- | -------- | -------- | ----- | ----- |
| غسان عشي   | سباق التعرج العملاق للرجال | 1: 27.19 | DNF      | DNF      | DNF   |       |
| غسان عشي   | سباق التعرج للرجال         | DSQ      | DSQ      | DSQ      | DSQ   |       |
| جاكي شمعون | سباق التعرج النسائي        | 1: 09.41 | 1: 08.62 | 2: 18.03 | 54    |       |
| شيرين نجيم | سباق التعرج العملاق للمرأة | 1: 23.28 | 1: 18.33 | 2: 41.61 | 43    |       |
| شيرين نجيم | سباق التعرج النسائي        | 58.97    | 59.23    | 1: 58.20 | 43    |       |
| شيرين نجيم | سيدات سوبر جي              |          |          | 1: 29.59 | 37    |       |